# Powiat Schwalm-Eder
Powiat Schwalm-Eder (niem. Schwalm-Eder-Kreis) – powiat w Niemczech, w kraju związkowym Hesja, w rejencji Kassel. Siedzibą powiatu jest miasto Homberg (Efze).

## Podział administracyjny
Powiat Schwalm-Eder składa się z:
- 11 miast
- 16 gmin

Miasta:
| Lp. | Nazwa miasta    | Ludność (30.06.2010) | Powierzchnia km² |
| --- | --------------- | -------------------- | ---------------- |
| 1   | Borken (Hessen) | 12.858               | 82,30            |
| 2   | Felsberg        | 10.644               | 83,27            |
| 3   | Fritzlar        | 14.449               | 88,79            |
| 4   | Gudensberg      | 9.085                | 46,50            |
| 5   | Homberg (Efze)  | 14.364               | 99,99            |
| 6   | Melsungen       | 13.403               | 63,10            |
| 7   | Neukirchen      | 7.261                | 66,26            |
| 8   | Niedenstein     | 5.300                | 30,61            |
| 9   | Schwalmstadt    | 18.646               | 84,74            |
| 10  | Schwarzenborn   | 1.123                | 26,90            |
| 11  | Spangenberg     | 6.254                | 97,70            |

Gminy:
| Lp. | Nazwa gminy    | Ludność (30.06.2010) | Powierzchnia km² |
| --- | -------------- | -------------------- | ---------------- |
| 1   | Bad Zwesten    | 3.988                | 39,45            |
| 2   | Edermünde      | 7.264                | 25,83            |
| 3   | Frielendorf    | 7.742                | 85,83            |
| 4   | Gilserberg     | 3.341                | 61,58            |
| 5   | Guxhagen       | 5.303                | 26,25            |
| 6   | Jesberg        | 2.528                | 49,77            |
| 7   | Knüllwald      | 4.636                | 100,68           |
| 8   | Körle          | 2.876                | 17,51            |
| 9   | Malsfeld       | 4.084                | 34,49            |
| 10  | Morschen       | 3.676                | 47,94            |
| 11  | Neuental       | 3.169                | 38,65            |
| 12  | Oberaula       | 3.236                | 43,95            |
| 13  | Ottrau         | 2.306                | 48,49            |
| 14  | Schrecksbach   | 3.233                | 36,61            |
| 15  | Wabern         | 7.383                | 51,40            |
| 16  | Willingshausen | 5.170                | 59,95            |

## Współpraca
Miejscowość partnerska powiatu:
- Mitte, Berlin, Piła